# بارگوئد
بارگوئد (به انگلیسی: Bargoed) یک منطقهٔ مسکونی در بریتانیا است که در شهرستان مستقل کرفیلی واقع شده‌است. بارگوئد ۱۱٬۹۰۰ نفر جمعیت دارد.